# Hermann Kutscher
Hermann Kutscher (* 31. Jänner 1923 in Steyr, Oberösterreich; † 29. Mai 1997) war ein österreichischer Regisseur und Schauspieler sowie Leiter des Max-Reinhardt-Seminars in Wien.

## Leben
Von 1983 bis 1989 leitete Hermann Kutscher das Max-Reinhardt-Seminar.

## Filmografie
Kutscher war Regisseur der Fernsehserie „Der Untermieter“ (1964–1967) mit Otto Schenk, Alfred Böhm und Paula Pfluger, ferner des Fernsehfilms Goethe’s Hermann und Dorothea (1982) mit Jochen Brockmann, Ingrid Burkhard und Eugen Stark und des Fernsehfilms Die Flucht (1966), gemeinsam mit Otto Anton Eder. In dem von Kutscher verfassten Drama Schwester Bonaventura (1969) spielten Louise Martini, Adrienne Gessner, Erika Pluhar und Klausjürgen Wussow.
Als Schauspieler spielte er unter anderem einen Monsignore und Sekretär des Bischofs im Film Der Fall Jägerstätter (1971). In Axel Cortis Spieldokumentation Ein junger Mann aus dem Innviertel (1973) – über Adolf Hitlers Schulzeit in Linz und seine Zeit in Wien, wo er sich vergeblich um eine Aufnahme an der Kunsthochschule bemühte – stellte Kutscher einen Zeitungsredakteur dar.

## Hörspiele (Auswahl)
- 1982: Dezső Monoszlóy: Fahrstunde (Anatomieprofessor) – Regie: Peter Leidenfrost (Original-Hörspiel – ORF Wien)[2]